# قشلاق اتش بلاغ (أرشق)
قشلاق اتش بلاغ (بالفارسية: قشلاق اوچ بلاغ) هي منطقة سكنية تقع في إيران في قسم أرشق الشرقي الريفي. يقدر عدد سكانها بـ 9 نسمة .